# Anisakidae
Anisakidae es una familia de nemátodos rabdítidos spirurinos. Las larvas de estos animales pueden causar infección en una gran variedad de organismos metazoos, como cetáceos, pinnípedos, aves y reptiles. Pero la enfermedad más destacable es la anisakiasis en el ser humano, causada por Anisakis. De hecho, es el género más conocido de esta familia. Cabe destacar que el ser humano no es uno de los huéspedes objetivo de este parásito, solo uno incidental. 
Los miembros de esta familia son muy abundantes en los peces. De nuevo, Anisakis vuelve a ser el protagonista principal en lo que se refiere a relevancia parasitaria, pero también se pueden encontrar otros géneros igualmente notables, como Contracaecum y Pseudoterranova, pero este último aparece en menor grado.
Los anisákidos tienen un ciclo de vida complejo, esto significa que entran en contacto con más de un huésped a lo largo de su vida. Los especímenes adultos ponen huevos en el intestino de su huésped definitivo (en el primer párrafo se detalla cuáles son), y luego estos son excretados a través de la materia fecal. Una vez que las larvas eclosionan y entran en aguas abiertas, pueden ser ingeridas por el krill u otros crustáceos. En esta etapa, la prevalencia o la proporción de huéspedes infectados es bastante baja. Los peces y cefalópodos pueden comer los crustáceos infectados, donde el parásito promueve su desarrollo. Una vez que el pez obtiene el parásito, puede ser consumido por el huésped definitivo. Y se repite el ciclo.
Ya se había mencionado que la anisakiasis es la parasitosis más relevante en lo que respecta a esta familia. Los nemátodos Anisakis (causantes de la infección) se hallan en la mayoría del pescado que habitualmente consumimos (observándose con más frecuencia en las zonas más profundas y cercanas al aparato digestivo del pez y en las piezas de mayor tamaño). Aparece incluso en pescado de piscifactoría que ha sido alimentado con comida infectada. La anisakiasis se puede dar al consumir peces con menor preparación (crudos, marinados), como el boquerón, la anchoa y la sardina. Hay otras especies marinas infectadas como los crustáceos (langosta, gamba, cangrejo...) o los cefalópodos (pulpo, sepia o calamar). Un grupo de animales que se salva de la infección y que por tanto podemos comer con seguridad son los bivalvos (mejillones, ostras, berberechos) ya que su modo de alimentación (por filtración) impide que la larva anide en ellos.

## Géneros y especies
La siguiente lista se fundamenta en la información disponible en World Register of Marine Species. Solo aparecen los géneros y las especies actualmente aceptadas. No se incluyen antiguos sinónimos ni términos por aceptar.
- Subfamilia Anisakinae (Railliet & Henry, 1912)
  - Anisakis Dujardin, 1845
    - Anisakis berlandi Mattiucci, Cipriani, Webb, Paoletti, Marcer, Bellisario, Gibson & Nascetti, 2014
    - Anisakis brevispiculata Dollfus, 1966
    - Anisakis nascettii Mattiucci, Paoletti & Webb, 2009
    - Anisakis oceanica (Johnston & Mawson, 1951) Davey, 1971
    - Anisakis paggiae Mattiucci, Nascetti, Dailey, Webb, Barros, Cianchi & Bullini, 2005
    - Anisakis pegreffii Campana-Rouget & Biocca, 1955
    - Anisakis physeteris (Baylis, 1923)
    - Anisakis schupakovi Mosgovoi, 1951
    - Anisakis similis (Baird, 1853) Baylis, 1920
    - Anisakis simplex (Rudolphi, 1809)
    - Anisakis typica (Diesing, 1860) Baylis, 1920
    - Anisakis ziphidarum Paggi, Nascetti, Webb, Mattiucci, Cianchi & Bullini, 1988

  - Pseudoterranova Mozgovoi, 1951
    - Pseudoterranova azarasi (Yamaguti & Arima, 1942)
    - Pseudoterranova bulbosa (Cobb, 1888) Mattiucci, Paggi, Nascetti, Ishikura, Kikuchi, Sato, Cianchi & Bullini, 1998
    - Pseudoterranova cattani George-Nascimento & Urrutia, 2000
    - Pseudoterranova ceticola
    - Pseudoterranova decipiens (Krabbe, 1878) Gibson, 1983
    - Pseudoterranova kogiae (Johnston & Mawson, 1939) Mozgovoi, 1951
    - Pseudoterranova krabbei Paggi, Mattiucci, Gibson, Berland, Nascetti, Cianchi & Bullini, 2000

  - Pulchrascaris Vicente & Santos, 1972
    - Pulchrascaris australis Shamsi, Barton & Zhu, 2020
    - Pulchrascaris caballeroi Vicente & Santos, 1972
    - Pulchrascaris chiloscyllii (Johnston & Mawson, 1951) Deardorff, 1987
    - Pulchrascaris secunda (Chandler, 1935) Gibson & Colin, 1982

  - Sulcascaris Hartwich, 1957
    - Sulcascaris sulcata (Rudolphi, 1819) Hartwich, 1957

  - Terranova Leiper & Atkinson, 1914
    - Terranova amoyensis Fang & Luo, 2006
    - Terranova antarctica Leiper & Atkinson, 1914
    - Terranova brevicapitata (Linton, 1901) Skrjabin, Schikhobalova & Mozgovoi, 1951
    - Terranova edcaballeroi Díaz-Ungría, 1970
    - Terranova galeocerdonis (Thwaite, 1927) Mozgovoi, 1953
    - Terranova pectinolabiata Shamsi, Barton & Zhu, 2019
    - Terranova pristis (Baylis & Daubney, 1922) Johnston & Mawson, 1945
    - Terranova scoliodontis (Baylis, 1931) Johnston & Mawson, 1945
- Subfamilia Contracaecinae (Mozgovoi & Shakhmatova, 1971)
  - Contracaecum Railliet & Henry, 1912
    - Contracaecum anasi Mawson, 1956
    - Contracaecum australe Garbin, Mattiucci, Paoletti, González-Acuña & Nascetti, 2011
    - Contracaecum bancrofti Johnston & Mawson, 1941
    - Contracaecum bioccai Mattiucci, Paoletti, Olivero-Verbel, Baldiris, Arroyo-Salgado & Garbin, 2008
    - Contracaecum chubutense Garbin, Diaz, Cremonte & Navone, 2008
    - Contracaecum eudyptes Johnston & Mawson, 1953
    - Contracaecum eudyptulae Johnston & Mawson, 1942
    - Contracaecum fagerholmi D'Amelio, Cavallero, Dronen, Barros & Paggi, 2012
    - Contracaecum gibsoni Mattiucci, Paoletti, Solorzano & Nascetti, 2010
    - Contracaecum heardi Mawson, 1953
    - Contracaecum himeu Yamaguti, 1941
    - Contracaecum magnicollare Johnston & Mawson, 1941
    - Contracaecum margolisi Mattiuci, Cianchi, Paggi, Sardella, Timi, Webb, Bastida, Rodriguez & Bullini, 2003
    - Contracaecum matwejewi Layman & Mudrezova, 1926
    - Contracaecum microcephalum (Rudolphi, 1809)
    - Contracaecum micropapillatum (Stossich, 1890)
    - Contracaecum mirounga Nikolskij, 1974
    - Contracaecum mulli (Wedl, 1855)
    - Contracaecum multipapillatum (Drasche, 1882) Lucker, 1941
    - Contracaecum nehli Karokhin, 1949
    - Contracaecum ogmorhini Johnston & Mawson, 1941
    - Contracaecum osculatum (Rudolphi, 1802) Baylis, 1920
    - Contracaecum ovale (Linstow, 1907)
    - Contracaecum overstreeti Mattiucci, Paoletti, Solorzano & Nascetti, 2010
    - Contracaecum papilligerum (Creplin, 1846)
    - Contracaecum praestriatum Monnig, 1923
    - Contracaecum radiatum (Linstow, 1907) Baylis, 1920
    - Contracaecum rectangulum (von Linstow, 1907)
    - Contracaecum rodhaini (Gedoelst, 1916)
    - Contracaecum rudolphii Hartwich, 1964 - D. Shamsi, Norman, Gasser & Beveridge, 2009 - E. Shamsi, Norman, Gasser & Beveridge, 2009 - F D'Amelio, Cavallero, Dronen, Barros & Paggi, 2012
    - Contracaecum scotti (Leiper & Atkinson, 1914)
    - Contracaecum septentrionale Kreis, 1955
    - Contracaecum sinulabiatum Johnston & Mawson, 1941
    - Contracaecum turgidum Chapin, 1925
    - Contracaecum variegatum (Rudolphi, 1809)

  - Phocascaris Höst, 1932
    - Phocascaris cystophorae Berland, 1963
    - Phocascaris netsiki Lyster, 1940
    - Phocascaris phocae Høst, 1932
- Subfamilia Goeziinae Travassos, 1919
  - Goezia Zeder, 1800
    - Goezia annulata (Molin, 1859) Railliet & Henry, 1915
    - Goezia ascaroides (Goeze, 1782) Railliet & Henry, 1915
    - Goezia bilqeesae Gupta & Masoodi, 1990
    - Goezia gobia Wang, 1965
    - Goezia minuta Chandler, 1935
    - Goezia moraveci De & Dey, 1992
    - Goezia parva Wang & Wu, 1991
    - Goezia pelagia Deardorff & Overstreet, 1980
    - Goezia pseudoascaroides Rehana & Bilqees, 1972
    - Goezia rasheedae Gupta & Masoodi, 1990
    - Goezia sigalasi Stefanski, 1938
    - Goezia tricirrata Osmanov, 1940